# Manuel López Mondragón
Manuel Ernesto López Mondragón (Veracruz, México, 22 de febrero de 1983). Es un futbolista mexicano. Actualmente se encuentra retirado.

## Trayectoria
Inicios
Tuvo su debut en el máximo circuito en el año 2002 con el C.D. Tiburones Rojos de Veracruz donde en su primer torneo disputó 3 partidos con tan sólo 62 minutos de juego, participó con los escualos hasta el clausura 2008. Buen jugador de fútbol 
Puebla
Durante el Torneo Apertura 2008 llega a un acuerdo con el Puebla F.C. para jugar hasta el 2010.
Regreso a Veracruz
En el 2010 regresa a jugar con "El Tibu" en la Liga de Ascenso del fútbol mexicano.
Querétaro
Durante el draft de futbolistas del 2011 celebrado en Cancún, Quintana Roo se llegó a un acuerdo con el Querétaro F.C. para que juegue durante el Torneo Apertura 2011 todo en un movimiento a préstamo durante un año; con esto se le presenta al jugador una nueva oportunidad para desempeñarse en la Primera División.
Lobos BUAP
Durante el draft de futbolistas del 2013 celebrado en Cancún, Quintana Roo se llegó a un acuerdo para que el jugador regrese a jugar a la ciudad de Puebla, pero ahora con el equipo de los Lobos BUAP del Ascenso MX (2.ª división Mexicana con derecho a ascender a la Liga MX). Lobos BUAP es un fuerte contendiente del Ascenso MX estando presente en la liguilla del Clausura 2013.
Correcaminos
Es contratado para el Torneo Clausura 2014 Liga de Ascenso durante la pretemporada de dicho equipo.

## Clubes
| Club                        | País                | Año             | Partidos | Goles | Media |
| --------------------------- | ------------------- | --------------- | -------- | ----- | ----- |
| Tiburones Rojos de Veracruz | México              | 2002 - 2008     | 78       | 0     | 0     |
| Puebla Fútbol Club          | México              | 2008 - 2010     | 28       | 0     | 0     |
| Tiburones Rojos de Veracruz | México              | 2010 - 2011     | 29       | 1     | 0.03  |
| Querétaro Fútbol Club       | México              | 2011 - 2013     | 33       | 0     | 0     |
| Lobos BUAP                  | México              | 2013            | 15       | 0     | 0     |
| Correcaminos de la UAT      | México              | 2014 - 2016     | 36       | 0     | 0     |
| Venados F.C.                | México              | 2017 - Presente | 0        | 0     | 0     |
| Total en su carrera         | Total en su carrera | 2002 - Presente | 219      | 1     | 0     |

- Datos: Q6752702